# Titres exceptionnels
Pour plus de détails, voir Fiche technique et Distribution.
Titres exceptionnels est un court métrage français réalisé en 1936 par Hubert Bourlon.

## Résumé
Un journaliste se voit remettre les Palmes Académiques, une décoration normalement réservée aux personnalités ayant apporté leur pierre à l'édifice de l'Education Nationale ou de la Culture. Comment expliquer qu'il les ait obtenues ?

## Fiche technique
- Réalisation : Hubert Bourlon (Hubert de Rouvres)
- Scénario et dialogues : d'après la pièce éponyme en un acte d'Henri Clerc, parue en 1930 aux Editions Librairie Théâtrale
- Photographie : Marcel Lucien
- Pays d'origine :  France
- Format :  Noir et blanc - 1,37:1 - 35 mm - son mono
- Genre : Comédie de première partie
- Durée : 25 minutes / Métrage : 700 mètres
- Année de sortie : 1936

## Distribution
- Paul Pauley
- Germaine Aussey
- Robert Darthez
- Simone Héliard
- Maurice Maillot
- Marguerite Ducouret
- Pierre Finaly